# Torremocha
Torremocha ist ein Ort und eine Gemeinde  (municipio) mit 736 Einwohnern (Stand: 2024) in der Provinz Cáceres in der Autonomen Gemeinschaft Extremadura.

## Lage und Klima
Torremocha liegt in einer Höhe von ca. 440 m. Das Stadtzentrum von Cáceres befindet sich ca. 20 Kilometer nordwestlich.

## Bevölkerungsentwicklung
| Jahr      | 1970 | 1981 | 1991 | 2001 | 2011 | 2021 |
| Einwohner | 1913 | 1622 | 1353 | 1115 | 936  | 777  |

## Sehenswürdigkeiten
- Kirche Mariä Himmelfahrt (Iglesia de Nuestra Señora de la Asunción)
- Christuskapelle
- Antoniuskapelle
- Marienkapelle

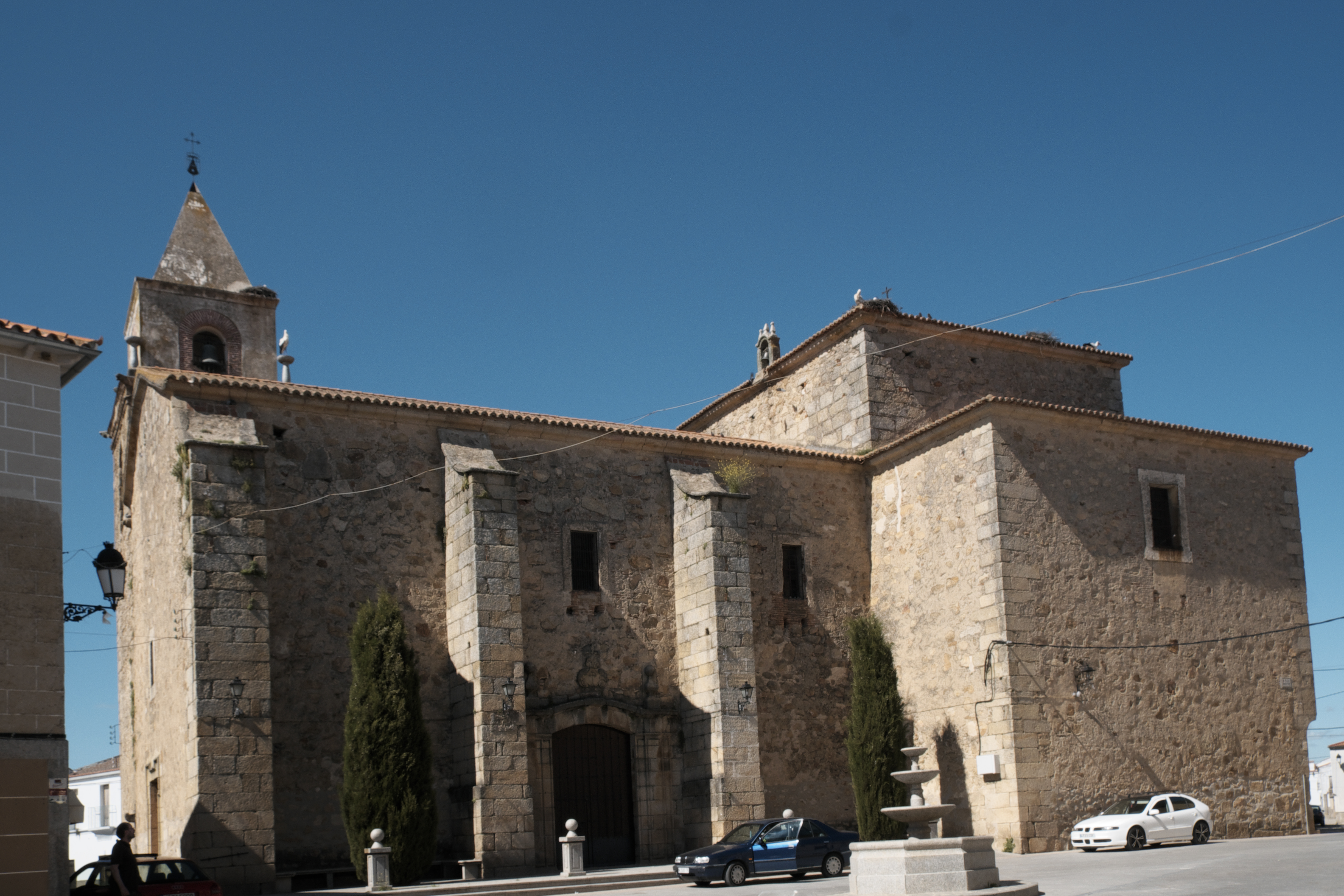
Kirche Mariä Himmelfahrt
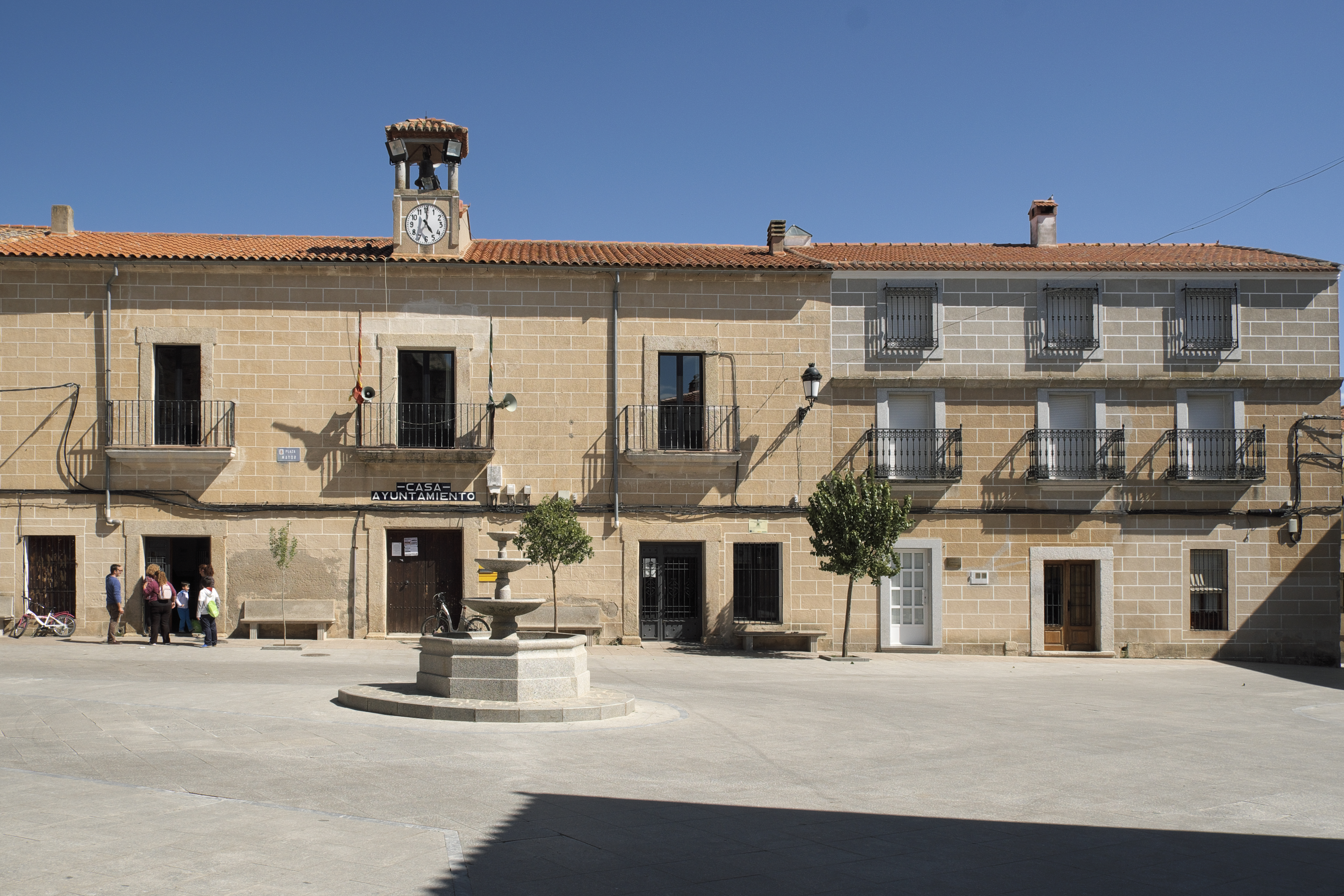
Rathaus

## Persönlichkeiten
- Magdalena Valerio (* 1959), Politikerin (PSOE), Arbeitsministerin (2018–2020)